# Euscelidia pulchra
Euscelidia pulchra là một loài ruồi trong họ Asilidae. Euscelidia pulchra được Dikow miêu tả năm 2003. Loài này phân bố ở vùng nhiệt đới châu Phi.